# John Candy
John Franklin Candy (Newmarket (Canada), 31 oktober 1950 – Victoria de Durango (Mexico), 4 maart 1994) was een Canadese acteur.
Candy was een van de leden van het Canadese komediegezelschap Second City en speelde mee in Amerikaanse filmkomedies als Stripes, Spaceballs en Uncle Buck en meer serieuze rollen in films als Only the Lonely en JFK. Candy overleed in 1994 op 43-jarige leeftijd aan een hartaanval.

## Jeugd
Candy werd in 1950 geboren in Newmarket, een stadje dat deel uitmaakt van de Greater Toronto Area. Hij groeide op in een rooms-katholiek arbeidersgezin en bezocht de Neil McNeil Catholic High School in Toronto. Na zijn middelbareschooltijd ging hij journalistiek studeren aan de Centennial Community College, Toronto en vervolgde zijn opleiding in dezelfde stad aan de McMaster-universiteit. Na zijn opleiding koos hij echter voor een carrière als acteur. In Toronto was een afdeling gevestigd van The Second City theater dat bekendstond om zijn vele improvisaties en komische talenten en in 1974 debuteerde Candy daar als cabaretier.

## Second City Television
Intussen was hij ook ontdekt door de filmindustrie en in 1973 speelde hij een kleine rol in de film Class of '44. In de jaren zeventig speelde hij in verschillende lowbudgetfilms, zoals The Silent Partner, en in televisieseries als Police Surgeon. In 1976 werd Candy populair in de VS en Canada als lid van de The Second City, dat nu ook op televisie te zien was als Second City Television (SCTV). Candy bedacht diverse types voor SCTV, zoals de vuilbekkende tv-persoonlijkheid Johnny LaRue, horrorauteur Doctor Tongue, talkshowassistent William B. Williams en de corrupte burgemeester Tommy Shanks. In de mockumentary The Last Polka speelde hij de litouwse klarinettist Yosh Shmenge. Daarnaast was hij te zien als de vissende folkzanger Gil Fisher, de ongelukkige, voor kinderen optredende entertainer Mr. Messenger, de corrupte dokter William Wainwright die meespeelt in een soapserie en Giorgy de kossak. Candy beschikte over een komisch talent dat hij aanscherpte tegen pesterijen over zijn lichaam (hij was ruim 190 cm en woog bijna 136 kilo). Zijn talent voor imitatie kon Candy ook botvieren in SCTV. Hij imiteerde onder andere Divine, Orson Welles, Richard Burton, Luciano Pavarotti, Tom Selleck, Ed Asner, Gertrude Stein en Hervé Villechaize.

## Filmacteur
In 1979 nam Candy tijdelijk wat afstand van SCTV en concentreerde zich meer op zijn filmcarrière. Hij kreeg een kleine rol als Amerikaans soldaat in 1941 van Steven Spielberg en was te zien als de goedgemutste rechercheur Burton Mercer in de film The Blues Brothers. Zijn komische talent werd goed uitgebuit in de film Stripes (1981) waar hij recruut Dewey Oxberger speelt naast Bill Murray en Harold Ramis. De laatste castte Candy in de film National Lampoon's Vacation uit 1983. In datzelfde jaar werkte Candy mee aan de beroemde comedyshow Saturday Night Live en keerde hij weer terug naar SCTV. Candy werd door Harold Ramis en Bill Murray benaderd voor de rol van keymaster Louis Tully in Ghostbusters. Hij raakte echter in conflict met Ramis en Murray over de invulling van de rol die uiteindelijk naar Rick Moranis ging. In 1984 kreeg hij wel de rol van de vrouwen versierende broer van Tom Hanks in Splash. Het zou zijn grote doorbraak worden, hoewel hij veel bijrollen bleef spelen, zoals in Spaceballs, Little Shop of Horrors en Follow that Bird, kreeg hij nu belangrijke rollen en zelfs hoofdrollen in films als Volunteers, Planes, Trains and Automobiles, Brewster's Millions, The Great Outdoors, Armed and Dangerous, Who's Harry Crumb?, Summer Rental, Cool Runnings en Uncle Buck.

## Flops
Na de grote successen tussen 1985-1990 begon het tij te keren. Candy kreeg een reeks aan mislukkingen en flops te verwerken. Films als Nothing but Trouble (met een Razzie-nominatie als slechtste actrice(!) in een bijrol), Delirious en Once Upon a Crime scoorden totaal niet in de VS. Enige opstekers waren bijrollen in films als The Rescuers Down Under en Home Alone (waar hij weer een klarinettist in een polkaorkest speelt). Het gebrek aan succes bracht Candy er toe om zich toe te leggen op meer serieuze rollen. In Only the Lonely speelde hij een politieman die wordt overheerst door zijn moeder en maar niet kan kiezen voor zijn nieuwe vriendin. Veel indruk maakte zijn vertolking van de louche advocaat Dean Andrews Jr. in de film JFK van Oliver Stone. In 1994 ging Candy ook regisseren en maakte zijn regiedebuut met de komedie Hostage for a Day.

## Dood
Begin maart 1994 maakte Candy de afsluitende opnamen voor de film Wagons East! in Durango, Mexico. Hij had een lange periode van opnames op grote hoogte (het gebied waar de film is opgenomen ligt op 6000 meter boven zeeniveau), extreme hitte en lange draaidagen  achter de rug en kreeg in de nacht van 3 op 4 maart 1994 lokale tijd in zijn hotelkamer, gedurende zijn slaap, een zware hartaanval. De door zijn assistenten gealarmeerde ambulancebroeders konden alleen nog zijn overlijden vaststellen.
Candy leed gedurende zijn leven aan eetaanvallen om zijn paniek- en angstaanvallen te onderdrukken en woog op een gegeven moment rond de 140 kilo. Ook bestond bij hem het risico op ernstig hartfalen door een erfelijke hartaandoening. Zijn vader en een oom overleden op relatief jonge leeftijd aan een hartaanval en ook zijn broer kreeg een zware hartaanval, die hij gelukkig wel overleefde. Candy leed vanaf zijn 21e aan zware obesitas, hij was een kettingroker (1 pakje per dag), een zware alcoholdrinker en ook was hij een poos lang verslaafd aan cocaïne, iets waar hij gedurende 1981 succesvol van afkickte. Op een punt in zijn carrière viel Candy in de zomer van 1986 ruim 45 kilo af gedurende de voorbereiding op de film Planes, Trains and Automobiles, die van februari t/m mei 1987 werd opgenomen. Omdat Candy zich bewust was van zijn erfelijke aandoening, trainde hij vaak onder begeleiding van een persoonlijke trainer en ging regelmatig op dieet.
De film Wagons East werd alsnog voltooid, maar bepaalde scènes moesten herschreven worden. Dit om er voor te zorgen dat Candy er niet meer in voorkwam. Ook werd er voor sommige scènes een stand-in gebruikt. Canadian Bacon werd opgenomen tussen juli en september 1993, maar pas in 1995 postuum uitgebracht. Candy werd begraven in Holy Cross Cemetery in Culver City, Californië.
De "John Candy Visual Arts Studio" in de Neil McNeil Catholic High School in Toronto werd naar hem genoemd.

## Huwelijk
Candy was getrouwd met Rosemary Hobor en had twee kinderen, Jennifer en Christopher.

## Filmografie
- Canadian Bacon (1995) - Sheriff Bud B. Boomer
- Wagons East! (1994) - James H. Harlow
- Hostage for a Day (televisiefilm, 1994) - Yuri Petrovich (niet op aftiteling)
- Cool Runnings (1993) - Irving 'Irv' Blitzer
- Rookie of the Year (1993) - Aankondiger (niet op aftiteling)
- Boris and Natasha (1992) - Kallishak
- Shelley Duvall's Bedtime Stories (televisieserie) - Verteller (Aflevering Blumpoe the Grumpoe Meets Arnold the Cat, 1992, stem)
- Once Upon a Crime... (1992) - Augie Morosco
- JFK (1991) - Dean Andrews
- Delirious (1991) - Jack Gable
- Only the Lonely (1991) - Danny Muldoon
- Career Opportunities (1991) - C.D. Marsh (niet op aftiteling)
- Nothing But Trouble (1991) - Dennis/Eldona
- The Rescuers Down Under (1990) - Wilbur (stem)
- Home Alone (1990) - Gus Polinski
- The Dave Thomas Comedy Show (televisieserie) - Rol onbekend (aflevering 1.1, 1990)
- Masters of Menace (1990) - Beer Truck Driver
- Uncle Buck (1989) - Buck Russell
- Speed Zone (1989) - Charlie Cronan
- Who's Harry Crumb? (1989) - Harry Crumb
- The Rocket Boy (televisiefilm, 1989) - The Hawk
- Hot to Trot (1988) - Don (voice-over)
- The Great Outdoors (1988) - Chet Ripley
- She's Having a Baby (1988) - Chet from 'The Great Outdoors' (niet op aftiteling)
- Planes, Trains and Automobiles (1987) - Del Griffith
- Spaceballs (1987) - Barfolemew 'Barf'
- Really Weird Tales (televisiefilm, 1987) - Howard Jensen ('Cursed with Charisma')
- Little Shop of Horrors (1986) - Wink Wilkinson
- Armed and Dangerous (1986) - Frank Dooley
- Volunteers (1985) - Tom Tuttle
- Summer Rental (1985) - Jack Chester
- Sesame Street Presents: Follow That Bird (1985) - State Trooper
- Brewster's Millions (1985) - Spike Nolan
- The Last Polka (televisiefilm, 1985) - Yosh Shmenge/Pa Shmenge
- The Canadian Conspiracy (televisiefilm, 1985) - Verschillende rollen
- Martin Short: Concert for the North Americas (televisiefilm, 1985) - Marcel
- Splash (1984) - Freddie Bauer
- The New Show (televisieserie) - Verschillende rollen (aflevering 1.2, 1984)
- SCTV Channel (televisieserie) - Steve Roman/Stan Shmenge (aflevering Maudlin O' the Night, 1983)
- Saturday Night Live (televisieserie) - Presentator (aflevering 9.3, 1983)
- Going Berserk (1983) - John Bourgignon
- National Lampoon's Vacation (1983) - Lasky, bewaker Walleyworld
- SCTV Network 90 (televisieserie) - Johnny LaRue/Dr. Tongue/Billy Sol Hurok/Mayor Tommy Shanks/William B. Williams/Gil Fisher/Stan Shmenge/Dr. William Wainwright/Verschillende rollen (2 afleveringen, 1981-1982)
- Heavy Metal (1981) - Desk Sergeant/Dan/Den/Robot (voice-over)
- Saturday Night Live (televisieserie) - Juan Gavino (aflevering 7.3, 1981, niet op aftiteling)
- Stripes (1981) - Dewey 'Ox' Oxberger
- Tales of the Klondike (mini-serie, 1981) - Rol onbekend
- The Blues Brothers (1980) - Burton Mercer
- The Courage of Kavik, the Wolf Dog (televisiefilm, 1980) - Pinky
- Double Negative (1980) - John
- 1941 (1979) - Pvt. Foley
- Lost and Found (1979) - Carpentier
- Second City TV (televisieserie) - Verschillende rollen (50 afleveringen, 1976-1979)
- The Silent Partner (1978) - Simonsen
- King of Kensington (televisieserie) - Bandiet (aflevering The Hero, 1977)
- Coming Up Rosie (televisieserie) - Wally Wypyzypychwk (1976-1977)
- Find the Lady (1976) - Kopek
- The Clown Murders (1976) - Ollie
- Tunnel Vision (1976) - Cooper
- It Seemed Like a Good Idea at the Time (1975) - Kopek
- Dr. Zonk and the Zunkins (televisieserie) - Rol onbekend (1974)
- The ABC Afternoon Playbreak (televisieserie) - Tweede zoon (aflevering Last Bride of Salem, 1974)
- Class of '44 (1973) - Paule (niet op aftiteling)
- The David Steinberg Show (televisieserie) - Spider Reichman (aflevering onbekend, 1972)
- Dr. Simon Locke (televisieserie) - Richie (aflevering Death Holds the Scale, 1972)
- Cucumber (televisieserie) - Weerman (aflevering onbekend, 1972)